# Baras (Rizal)
Pour les articles homonymes, voir Baras.
Baras est une municipalité de la province de Rizal, aux Philippines.